# Zivilinternierter
Zivilinternierter ist ein spezieller Gefangenenstatus gemäß der Vierten Genfer Konvention. Zivilinternierte sind Zivilisten, die von einer Kriegspartei aus Sicherheitsgründen in Gefangenschaft sind. Zu den historischen Beispielen zählt die Internierung japanischstämmiger Amerikaner in den  Vereinigten Staaten während des Zweiten Weltkriegs.

## Zivilinternierte im besetzten Deutschland nach dem Zweiten Weltkrieg
Schon vor 1945 hatte das Hauptquartier der alliierten Streitkräfte in Nordwesteuropa Kriterien für den automatischen Arrest von Zivilpersonen erarbeitet. Diese gingen von der obersten Führungsebene der NSDAP bis zum Ortsgruppenleiter, von den obersten Gestapo-Chargen bis zu Führern der Hitlerjugend, des Reichsnährstands und der Deutschen Arbeitsfront. Im Mai und Juni 1945 wurden pro Tag etwa 700 Zivilisten inhaftiert, im August insgesamt 18.000. Im September 1945 wurden 82.000 Verdächtigte in Internierungslagern festgehalten, die für die mögliche Verurteilung von Mitgliedern krimineller Organisationen vorgesehen waren.
Über 100.000 Deutsche waren laut Harold Marcuse im Dezember 1945 in Internierungslagern inhaftiert. Mitglieder der SS und Funktionsträger der NSDAP und ihrer Nebenorganisationen, die in die Kategorie „automatischer Arrest“ fielen, wurden von den amerikanischen Besatzungsinstanzen im früheren  Konzentrationslager Dachau interniert. Anfang 1946 wurden die ersten Internierten wieder freigelassen.
Die Sowjetische Militäradministration in Deutschland richtete 10 Speziallager in der Sowjetischen Besatzungszone ein. Das frühere Konzentrationslager Buchenwald wurde zum Speziallager Nr. 2 und das  Konzentrationslager  Sachsenhausen zum Speziallager Nr. 7. Sie unterstanden dem NKWD. Zahlreiche Zivilinternierte wurden in die Sowjetunion deportiert. Konrad Adenauer konnte in den Verhandlungen bei seinem Besuch in Moskau (9.–13. September 1955) neben der Rückkehr von 10.000 Kriegsgefangenen auch die Freilassung von 20.000 Zivilinternierten erreichen.
Die Britische Besatzungsmacht richtete auch eine Reihe von Internierungslagern ein: das frühere Konzentrationslager  Neuengamme in der Nähe von Hamburg wurde zum Internierungslager Nr. 6 und das Konzentrationslager  Esterwegen zum Internierungslager Nr. 9.